# جيسيكا جيل أورتيز
جيسيكا جيل أورتيز (بالإسبانية: Jessica Gil Ortíz)‏ هي لاعبة جمباز فني كولومبية، ولدت في 7 ديسمبر 1990.

## وصلات خارجية
- جيسيكا جيل أورتيز على موقع الاتحاد الدولي للجمباز (biography) (الإنجليزية)
- جيسيكا جيل أورتيز على موقع أوليمبيديا (الإنجليزية)